# I Če-sok
I Če-sok (korejsky 이 재석, anglickým přepisem: Lee Jae-suk; * 28. listopadu 1963) je bývalý jihokorejský zápasník, reprezentant v zápase řecko-římském. V roce 1988 na olympijských hrách v Soulu vybojoval v kategorii do 52 kg bronzovou medaili.